# Альбан Британский
А́льбан (Албан, Алба́ний, О́лбан; также Альбан Британский или Албан Веруламский; лат. Albanus, англ. Alban; ок. 209—305) — первый святой мученик Британских островов, один из трёх святых вместе с Аароном и Юлием, чьё почитание сохранилось со времён Римской Британии.

## Жизнеописание
Упоминание о мученичестве Альбана является одним из первых исторических свидетельств о христианстве в Британии. Согласно сообщениям историков Гильды (VI век) и Беды Достопочтенного, Альбан погиб во время гонений на христиан в 302—305 годах при императоре Диоклетиане. По другим данным, его кончина относится ко времени императора Септимия Севера (около 200 года) или императора Деция (249—251 годы). Альбан был римским воином. Обратившись в христианство под влиянием священника Амфибала, которого он укрывал во время преследований, Альбан был осуждён на смерть и обезглавлен в городе Веруламиум, ныне — город Сент-Олбанс, названный в честь святого.

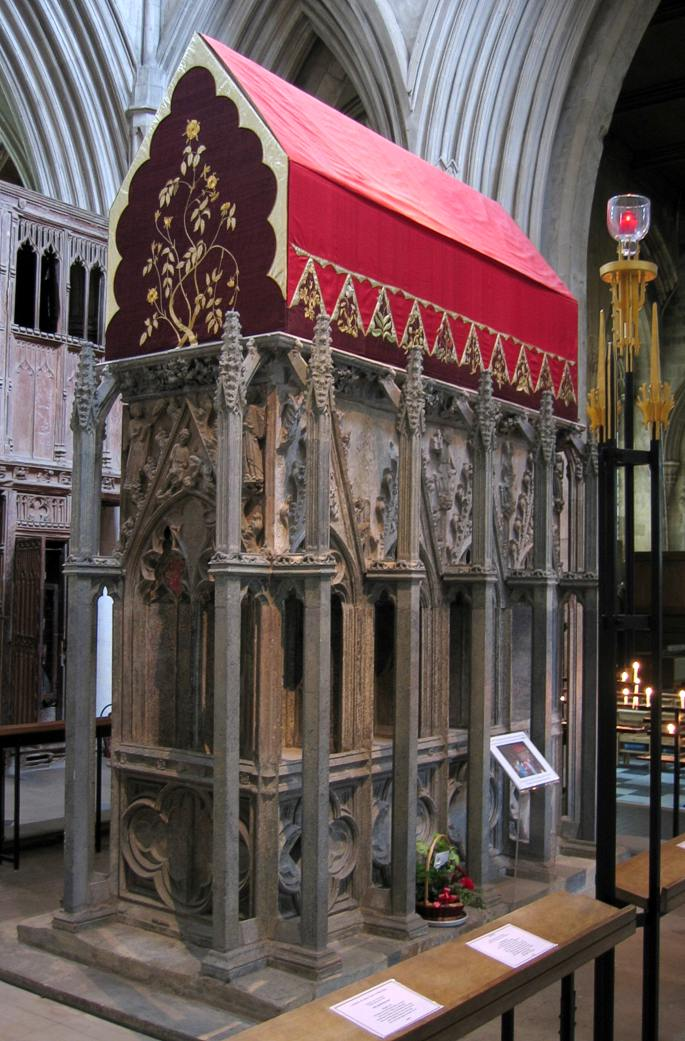
Восстановленная в 1872 году гробница святого Альбана. Сент-Олбанский собор в Сент-Олбанс.

В житии говорится, что Альбан так проникся верой скрывавшегося у него Амфибала, что крестился. Когда власти узнали, что в его доме прячется беглец, и прислали за ним воинов, то Альбан переоделся в одежду священника, что позволило ему скрыться незамеченным. Когда Альбан предстал перед местным судьёй, то ему было велено принести жертвоприношение богам. Но он отказался, произнеся слова, которые часто цитируются во время соборных молитв: «Я поклоняюсь Живому и Истинному Богу, Творцу всего». Этим его судьба была решена, и его повели на казнь, которая совершилась на вершине холма Веруламии.
Мощи св. Альбана очень почитаемы и к ним не иссякает поток паломников. Его каменная рака во время Реформации в декабре 1539 года была разбита на кусочки, которые использовались для возведения стены. В 1872 году было собрано более чем 2000 этих разрозненных фрагментов, и после реставрации его усыпальница снова выглядит как привычная средневековая английская усыпальница. Рядом с его ракой проходят регулярные службы, которые служат как православные, так и католические священники.
Также в храме находятся мощи святого Амфибала — того священника, через которого Альбан обратился в христианство. Согласно средневековым источникам, через некоторое время после своего удачного бегства он был схвачен и возвращен в Веруламий, где и был казнен. Святой Амфибал не был вторым британским мучеником: им стал палач, который отказался исполнять смертный приговор, так его потрясла вера святого. Он был немедленно казнен и принял Крещение пролитой за Христа кровью. Историк Беда свидетельствует, что у того палача, который встал на замену первого, глаза выпали из глазниц, как только голова святого слетела с плеч.

## Почитание

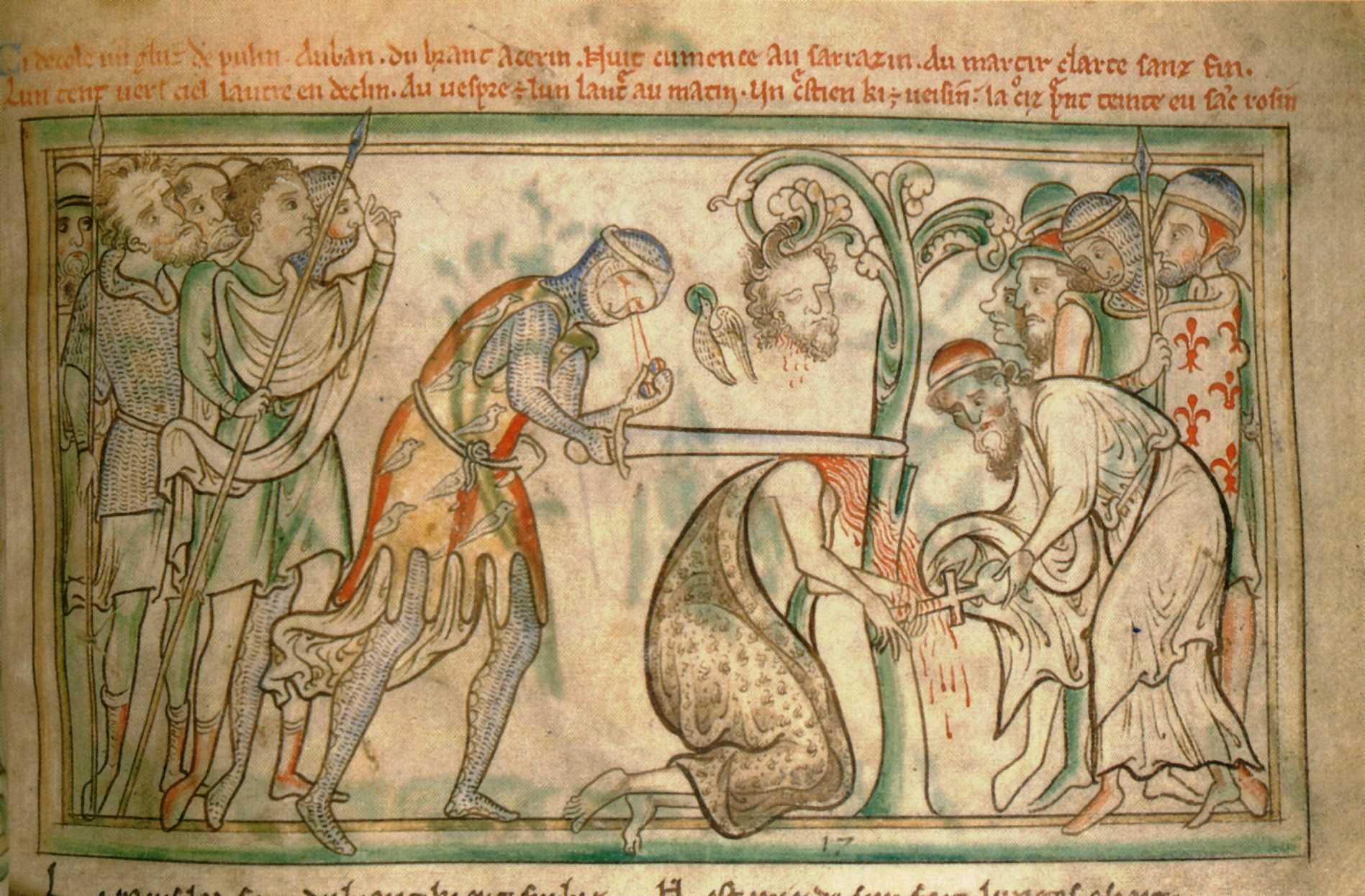
Казнь Святого Альбана (миниатюра, XIII век)

Первым засвидетельствованным в источниках фактом почитания Альбана является житие Германа Осеррского, который совершил паломничество к могиле Альбана около 429 года. Почитание Альбана было широко распространено в Англии. На месте мученичества Албана король Мерсии Оффа (умер в 796 году), правитель Мерсии (Центр. Англия), основал бенедиктинское аббатство Сент-Олбанс — одно из самых крупных и знаменитых в средневековой Англии.
9 марта 2017 года решением Священного Синода Русской Православной Церкви имя мученика Албана Британского было внесено в месяцеслов Русской православной церкви, что означает общецерковную канонизацию.